# 車井戸はなぜ軋る
『車井戸はなぜ軋る』（くるまいどはなぜきしる）は、横溝正史の短編推理小説。「金田一耕助シリーズ」の一つ。
1950年に第3回探偵作家クラブ賞短編部門の候補作品に選出された。
2002年に『水神村伝説殺人事件』のタイトルでテレビドラマ化されている。

## 概要と解説
本作は1949年（昭和24年）に『読物春秋』1月増刊号にて発表された。初出時に金田一耕助は登場していなかったが、1955年に『金田一耕助探偵小説選』に収録される際に金田一ものに改稿された。すなわち、まず冒頭説明の末尾で、手記の入手経路は事件に無関係なので語らないとしていたところを金田一から入手したという記述に改めている。そして全体の最後に、金田一が再調査に着手し真相を看破したうえで慎吉に面談したので、その場で鶴代の最後の手紙を示し、槇の死後に鶴代の手記一式に慎吉自身の追記を添えて金田一に送ったというくだりが追加された。その他は軽微な字句修正のみである。
よく似た顔同士の人物が戦争での顔の損傷により見分けがつかない中、人物の入れ替わりが行われているのではないかという設定や、その人物鑑定に神社の奉納絵馬に残された手形の指紋を用いようとするくだりから、後年の『犬神家の一族』の先駆けともいえる作品で、「顔のない死体」の変形に挑戦するとともにアリバイに斬新な工夫を凝らしている。

## あらすじ
ある日、私（S・Y）は、金田一耕助よりある事件に関する手紙一束・新聞記事の切り抜き・手記を提供してもらった。そこには1946年（昭和21年）5月から10月まで繰り広げられた、本位田家の中で起きた異変および事件についての全貌が記されていた。
本位田家・秋月家・小野家は、かつてはK村の三名（さんみょう）と称され、年番で名主を勤めた名家だったが、秋月家・小野家が明治維新後の時代変革に伴い零落する一方、本位田家は秋月、小野家の財産を吸収して昔以上に栄えていた。大正時代半ばに生まれた本位田家の長男・大助と秋月家の長男・伍一はよく似た顔立ちで、見分ける手立ては伍一の二重（ふたえ）の瞳孔のみであった。伍一の二重瞳孔は大助の父・本位田大三郎と同じもので、伍一は母・お柳と大三郎との不義密通の子であることは明白だった。お柳の夫である秋月家当主・善太郎は伍一が生まれて間もなくに車井戸に身を投げて死んだ。
大助は本位田家の跡取りとして何不自由なく育てられ、魅力的な青年に成長した。片や伍一は出生後まもなく両親を失い、貧困の中で周囲の噂に苛まれつつ、刺々しい性格に成長していった。
1941年（昭和16年）に大助は伍一と恋仲との噂があった梨枝と結婚し、1942年（昭和17年）に大助と伍一は戦地に応召され、同じ部隊に入隊する。そして終戦後の翌1946年（昭和21年）7月6日、大助が復員により戻ってきたが、その両眼は戦傷により失われ、義眼がはめ込まれていた。大助は伍一の戦死の報せももたらした。
かつては朗らかで思いやりが深い気性であった大助が、復員後は人が変わったように陰気で気性が荒くなり、家人は戸惑う。妻の梨枝、大助の妹・鶴代は、大助と伍一が入れ替わっているのではないかと疑惑を抱き始める。思い余った鶴代は、胸を病んで結核療養所に入所している次兄の慎吉に手紙で相談し、大助が戦争に行く前に右の手形を押して村の絵馬堂に奉納した絵馬の指紋と、本位田家に戻ってきた大助の指紋を比べるようにと助言を受ける。だが鶴代は生まれつきの心臓弁膜症による虚弱体質で、家から一歩も出歩くことができなかった。そこで下女のお杉を絵馬を取りに絵馬堂に向かわせるが、お杉は参道の急坂から落ちて死んでしまった。
鶴代の疑惑がますます募る中、9月2日、本位田家に惨劇が起こる。寝室で梨枝が何者かによりズタズタに斬られて殺され、心臓をえぐられた大助の死体が車井戸の中で発見された。さらに、大助の死体からは右の義眼が失われていた。明敏な女性が謎を解明したという本位田家の惨劇の真相とは、何なのか。

## 登場人物
金田一耕助
私立探偵。
本位田弥助
故人。明治維新当時の本位田家の当主で、大助、伍一の曽祖父に当たる。旧藩主の土地を「払下げ」の名目で本位田家の名義に書き換えることで財を成す。孫として生まれた大三郎の二重瞳孔を見て「将来かならず本位田家の家名を、天下にあげるやつじゃ。大事にそだてなければならぬ」」と予感して喜ぶ。
本位田庄次郎
故人。大助、伍一の祖父。経済的な手腕に長け、高利貸の抵当として秋月・小野両家の財産を奪って没落に追い込む。1914年（大正3年）に死去。
お槇
庄次郎の妻で大助らの祖母。早死にした息子・大三郎に代わり本位田家を守る。孫で現当主の大助が出征で生死不明の折には、残された妻の梨枝を慎吉と再婚させようと画策していた。
本位田大三郎
故人。大助・伍一の父。二重瞳孔の持主。父・庄次郎の死に伴い28歳で家督を継ぐ。秋月家、小野家の財産を奪った父・庄次郎と異なり、鷹揚で派手好きな性格。だが身を持ち崩すような過ちを犯さないのは備わった器量に加え「二重瞳孔に生まれた故の威厳」と称される。後に秋月家の善太郎が中風に倒れた折には頻繁に夫婦を見舞い、金銭援助を重ねる中で妻のお柳を妊娠させ、一連の事件の発端を作ることになる。1933年（昭和8年）3月20日に死去。
本位田大助
長男。1919年（大正8年）春生まれ。名家の跡取りとして何不自由なく育てられ、都会の専門学校に進学して魅力的な青年に成長する。村の絵馬堂に自身の手形を押した絵馬を奉納した後に出征するものの、激戦で両目を失明。復員後は陰気な性格になり、周囲から疑念を抱かれる。
本位田慎吉
次男、結核を患い、療養場に入院中。文学青年だが自身よりも妹・鶴代の文才を見込み、女流作家として育てようと画策。そこで鶴代には「筆慣らし」として日常の些細な出来事を手紙にしたためて郵送するよう諭す。小学校時代は小野家の息子・昭治と同級生で仲が良かった。復員した「大助」の変貌に悩む妹から相談を受け、兄の手形を押した奉納絵馬の指紋で真偽確認するよう手紙でアドバイスする。
本位田鶴代
長女、先天性の心臓弁膜症を患い普通に歩くことさえ困難なため、祖母により教育を受けた。明晰な頭脳と文才を見込んだ兄の言いつけを忠実に守り、終戦直後の日常の出来事を事細かに手紙にしたためて療養中の慎吉に送る。そのため当小説の大部分は鶴代による「書簡」の文体を呈している。
本位田梨枝
大助の妻。元々は伍一と恋仲だったが大助との縁談を持ち込まれ、「牛を馬に乗り換える」形で大助と結婚。それが伍一による本位田大助への恨みを一層募らせることになる。
お杉
本位田の老下女。体の弱い鶴代に代わって絵馬堂に奉納絵馬を取りに行くものの、転落死する。
鹿蔵
本位田の下男。
秋月善太郎
故人。秋月家の当主。本位田庄次郎の辣腕で先祖代々の財産の大半を失う。生活力に乏しく、自筆の素人文人画を大三郎の元に持ち込んで買い取らせるなどして糊口を凌ぎながら大三郎を口汚く罵り、そのさまを妻のお柳に内心で軽蔑されている。1917年（大正6年）中風に倒れるが、その翌年にお柳は妊娠し、1919年（大正8年）に至って出産。生まれた赤子・伍一は大三郎同様の「二重瞳孔」であり、不義の子であることは明らかだった。屈辱に耐えられない善太郎は伍一誕生の七日目に車井戸に身を投げて自害する。
お柳
故人。善太郎の妻。伍一の母。村娘に生け花や裁縫を教える物静かな女性で、周囲から「秋月の旦那には過ぎた人」と噂される。本位田家への恨みとコンプレックスに苛まれる善太郎から八つ当たりの暴力を振るわれつつも気丈に耐え、それが善太郎の一層の屈辱を煽ることになる。後に夫が中風に倒れる中、金品援助に訪れる本位田大三郎と関係を結び、伍一を産む。不義の子を産んだ事実を周囲から非難されつつ、善太郎の一周忌に夫と同じ井戸に身を投げて自害。
秋月伍一
1919年（大正8年）春生まれ。戸籍上は秋月善太郎の息子だが、血縁上は本位田大三郎の息子。本位田家の跡取り・大助より1カ月ほど先に生まれた「異母兄」である。父同様の「二重瞳孔」を除けば大助と瓜二つの容貌。出生後まもなく両親を失い貧困に苛まれ、周囲や姉から本位田家への恨みを吹き込まれて成長する。だが伍一は自身が「村一番の富豪の落し種」であることから、本位田家には恨みと憧れが入り交じった複雑な感情を抱き、半面で跡取り息子の立場を享受する「異母弟」の本位田大助に恨みを募らせる。後の出征で大助と同じ部隊に所属する。戦後、両目を失明して復員した「大助」が、伍一の戦死を伝える。
おりん
伍一の姉。おそらくは1912年（大正元年）の生まれ。父の善太郎から本位田家への恨みを吹き込まれて陰険な性格に成長し、弟の伍一には父から受け継いだ本位田家への恨みを吹き込み続ける。後に盲目の姿で復員した「大助」に何事かを耳打ちする姿をわざとらしく鶴代に見せつけ、不安を煽らせる。後に「大助」が殺害された後、「殺されたのは本位田大助ではなく、弟の伍一です」と証言する。
小野宇一郎
小野家の当主。秋月家同様、本位田庄次郎やその父の手腕によって財産の大半を失うものの、家宝の「葛の葉」の屏風を本位田家に預けて借りた金を元手に神戸に移住、文房具店の経営で成功する。だが戦時中の神戸大空襲で全財産を失い、落ちぶれて村に帰還。家宝の屏風の奪還を目論んで本位田家に乗り込むものの、お槇に追い返される。終戦直後のインフレによる貨幣価値の暴落をあえて利用した宇一郎の独善的な態度に驚く鶴代は「敗戦で人の心が変わってしまった」と嘆き、慎吉に手紙で思いを伝える。その屏風には、狐としての正体が露見した葛の葉が、我が子（安倍晴明）を振り切って信太の森に帰っていく場面が描かれていた。葛の葉は人間の姿ながら瞳が描かれておらず、後に復員した「瞳の無い大助」に臨んだ鶴代と梨枝は、「瞳の無い葛の葉」の屏風絵と引き比べて不安を募らせる。
小野昭治
宇一郎の息子。本位田慎吉とは小学校時代の同級生。宇一郎の後妻・咲にいじめられて道を踏み外し、徴兵された後も営倉入りを繰りしていた。事件当時は強盗団の一員として刑務所に収監されるものの、脱獄囚として逃亡中。

## 収録書籍
- 東京文芸社『金田一耕助探偵小説選第2期第4 幽霊座』（1955年）
- 東京文芸社『金田一耕助推理全集13 車井戸はなぜ軋る』（1959年）
- 講談社『横溝正史全集7』（1970年）
- 講談社『新版横溝正史全集8』（1975年）
- 創元推理文庫『日本探偵小説全集9 横溝正史集』[注 2]（ISBN 4-488-40009-4）
- 春陽文庫『華やかな野獣』（ISBN 4-394-39529-1）
- 角川文庫 緑304-8（よ5-2）『本陣殺人事件』（金田一耕助ファイル2  ISBN 4-04-130408-3）

原型作品は出版芸術社『横溝正史探偵小説コレクション3』（ISBN 978-4-88293-260-4）に収録されている。

## テレビドラマ

### 2002年版
『名探偵・金田一耕助シリーズ・水神村伝説殺人事件』は、TBS系列の2時間ドラマ「月曜ミステリー劇場」（毎週月曜日21時 - 22時54分）で2002年4月29日に放送された。
メイントリックは原作を踏襲しており、家族関係も原作から多く継承しているが、種々の設定を大きく変えている。
- 本位田大三郎は岡山県水神村出身の代議士で建設業を営んでおり、秋月家の妾腹の子、すなわち秋月善太郎とは異母兄弟である。したがって大助と伍一は従兄弟であり、瓜二つなのは原作の通りだが、一方が不義の子という設定は無い。二重瞳孔の設定も無い。小野家は登場せず、葛の葉の屏風に相当するものは無い。
- 10年前、水神村でダム建設を進める大三郎と酒造水源を守りたい善太郎が対立し、善太郎は斬殺されたとされているが、血痕で判断されたのみで死体は発見されていない。
- 秋月凛子は伍一の姉ではなく妹であり、さらに弟・幸二があり、母・貞子（原作のお柳に相当）も健在である。小説家・横尾康之[注 3]を秘書として支えて知事選挙当選に導き、ダム建設中止を実現した。その後、大三郎の首吊り死体が発見される。
- 慎吉や鶴代が病弱という設定は無い。慎吉は本位田土木を専務として支えており、大助と梨枝が殺害されたときは工事現場に居て不在だった。鶴代は大助や慎吉の妹ではなく姉で、大三郎の自殺説を信じず、金田一に調査依頼した。鶴代が真相を見抜く設定は無い。
- 大助は善太郎殺害事件直後にアメリカへ留学し交通事故で焼死したとされており、伍一も渡米していて音信不通になっている。大助の婚約者だった梨枝（結婚はしていなかった）は元々慎吉と恋仲で、大助の死亡を前提に慎吉との結婚が予定されていた。しかし、大助が顔全体に火傷を負って片目が義眼（全盲ではない）という状態ながら生きて帰ってきたため、急遽大助と結婚することになった。伍一と梨枝が恋仲だった設定は無い。
- お杉は原作と違って若い女中である。転落死で大助の手形は行方不明になったが、伍一の手形が神社に残っていた。
- 梨枝は大助との初夜の寝室で斬殺され、大助の死体は本位田家の墓地で発見された。
- 大助は慎吉と比較して不出来の息子とみられており、認められようと10年前に善太郎を殺害、大三郎がアメリカへ追いやり、さらに共に事故に遭って焼死した伍一の死体を利用して死んだことにさせられていた。善太郎の死体は戦国時代に落武者が陵辱した娘を投げ落としたとの伝説がある井戸に投げ入れ、ダム建設の安全祈願を装って新しい神社の神体として祭り、祟りの噂を流して人が近寄らないようにした。
- 大助は10年ぶりに秘密裏に帰国したが、大三郎に拒絶されて殺害、慎吉が自殺に偽装していた。
- 大助は自分の婚約者だったが慎吉と恋仲になっていた梨枝を殺害した後、鹿蔵を脅してトラックを運転させて慎吉が居る現場へ行き、慎吉殺害を止めようとした鹿蔵に殺害された。殺害現場に義眼が落ちた設定は無く、大三郎殺害時に川に落ちたのを金田一が拾っている。大助はそのあと予備の義眼を填めていた。

キャスト
- 金田一耕助 - 古谷一行
- 本位田大助 / 秋月伍一 - 檀臣幸
- 本位田慎吉 - 石橋保
- 川端梨枝 - 佐藤友紀
- 本位田鶴代 - 坂口良子
- 本位田大三郎 - 大林丈史
- 本位田槙子 - 宮内順子
- 鹿蔵 - 二瓶鮫一
- 秋月凛子 - 田中美奈子
- 秋月善太郎 - 西沢利明
- 秋月貞子 - 泉晶子
- 横尾康之 - 大和田伸也
- お杉 - 岸本鮎佳
- 宮村巡査 - 尾美としのり
- 河合警部 - 谷啓

スタッフ
- プロデューサー - 大下晴義、土橋覚
- 脚本 - 石原武龍
- 選曲 - 山本文勝
- 撮影 - 宮本幸夫
- 照明 - 目時威邦
- 美術 - 湯沢幸夫
- 録音 - 船田浩二
- 編集 - 末吉俊朗
- 方言指導 - 椿留美子
- 企画協力 - 角川書店、かとう企画
- 監督 - 山本厚
- 製作 - 東阪企画、TBS

## 漫画
JET作画が『ミステリーDX』（角川書店）に掲載された。JETが漫画化した他の金田一シリーズと共に以下のコミックスに収録されている。
- 『睡れる花嫁』（角川書店、1995年11月、ISBN 978-4049245462）
- 『金田一耕助ベスト・セレクション2 本陣殺人事件』（角川書店、2002年6月、ISBN 978-4048535090）